# Paola Castillo
Paola Castillo Villagrán es una directora documental, directora de televisión, productora audiovisual y profesora chilena. Es directora de la Corporación Chilena del Documental, además forma parte del directorio de la Asociación Internacional de Documentales.

## Biografía
Estudió Periodismo en la Pontificia Universidad Católica de Chile y Cine en la Escuela de Cine de San Antonio de los Baños en Cuba. Es profesora en la carrera de Cine y Televisión de la Facultad de la Comunicación e Imagen de la Universidad de Chile. Es socia y fundadora de la empresa productora audiovisual Errante, dedicada al desarrollo de proyectos televisivos y cinematográficos. Actualmente se desempeña como Directora Ejecutiva de ChileDoc y de la Corporación Chilena del Documental.En octubre de 2024 se integró como directora de la Asociación Internacional de Documentales. 

## Filmografía

### Como directora
- Genoveva (2014).
- Frontera (2020).
- 74 m2 (2012).

### Como productora
- Malqueridas (2023).[5]
- Allende mi abuelo Allende (2015).
- El gran circo pobre de Timoteo, Chile (2013).
- El salvavidas (2011).

## Premios y reconocimientos
Ha recibido premios tanto a nivel nacional como internacional:
- Mostra Internazionale d’Arte Cinematografica di Venezia 2023: Mejor contribución técnica por Malqueridas.
- Festival Latinoamericano de Video de Rosario, Argentina 2013: Premio Feisal por 74 metros cuadrados.
- Festival Internacional de Cine de Valdivia, Chile, 2020: Premio Especial del Jurado Competencia Largometraje Chileno por Frontera.[6]
- Festival de Arquitectura de Santiago: Mejor Documental por 74 m2.

- Santiago Festival Internacional de Cine 2014: Mención competencia nacional por Genoveva.